# Aromatne (Bilohirsk)
|  | Per a altres significats, vegeu «Aromatne». |

Aromatne (en (ucraïnès): Ароматне, en rus: Ароматное, Aromàtnoie) és un poble de la República Autònoma de Crimea a Ucraïna, que el 2014 tenia 1.772 habitants. Pertany al districte de Bilohirsk.